# 더 그레이
《더 그레이》(영어: The Grey, 영어: THE GREY로 표현)는 미국과 영국에서 제작된 2012년 생존 스릴러 영화이다. 이 영화는 살아 있지만 이미 죽어 있는 자와 다를 바 없는, 흰색도 검은색도 아닌 회색의 딜레마 같은 인생 여정을 보여 주고, 죽음 앞에서 삶이 오히려 빛날 수 있음을 제시한다.
대한민국에서는 ㈜케이알씨지의 ㈜조이앤컨텐츠그룹에서 수입하여 2012년 2월 16일에 개봉하였다.

## 줄거리
비행기 사고로부터 가까스로 생존한 일단의 무리는 피할 수 없는 죽음의 순간을 피해 희망과도 같은 강물을 따라 생명을 부지하기 위해 부단히도 애를 쓴다. 죽음은 시시각각 이들을 엄습하고, 헤어 나오려고 발버둥 칠수록 일행은 하나둘씩 죽음 속으로 빨려 들어간다.

## 출연진
- 리엄 니슨
- 프랭크 그릴로
- 더멋 멀로니
- 댈러스 로버츠
- 조 앤더슨
- 논소 아노지에
- 제임스 배지 데일
- 벤 브레이
- 그레그 니커테로

## 기타 정보
대한민국 수입
- 수입: ㈜조이앤컨텐츠그룹
- 배급: ㈜팝 파트너스

## 같이 보기
- 미키 루크의 추적자